# حصار ناجيكانيزسا
حصار ناجيكانيزسا(بالتركية: Kanije Savunması)‏ هو جزء من الحرب العثمانية الهابسبورغية (1593-1606)وامتد زمن الحصار في الفترة بين 9 سبتمبر 1601 واستمر حتي 18 نوفمبر 1601 وشارك بهذا الحصار الذي فرض علي ناجيكانيزسا في المجر العثمانية قوه عثمانية صغيرة نسبيا تحاول الدفاع عن الحصن والمدينة مقابل ائتلاف أكبر بكثير مكون من النمسا ومملكة المجر وكرواتيا والولايات البابوية والامبراطورية الرومانية المقدسة وفرسان مالطا وانتهى الحصار بانتصار القوات العثمانية المدافعة عن ناجيكانيزسا وانسحاب قوات التحالف الغربي.

كيف استطاع العثمانيون دخول ناجيكانيزسا  
استطاعوا دخولها عن طريق خائن يهودي  والملقب بيهودي مالطا  وهو تاجر كبير وسبب مشاكل كبيره داخل البلد مما اضطرّ الحاكم لطرده من البلد  ثم ذهب اليهودي إلى الأتراك وقال لهم أنا اعرف مداخل القريه ونقاط الضعف فيها  ودلهم عليها واستطاع الأتراك دخولها.

## الخلفية التاريخية للأحداث
أدت الهزيمة الكبيره التي قام بها السلطان سليمان القانوني علي لويس الثاني ملك المجر وبوهيميا في معركة موهاج عام 1526 إلى سقوط سلالة جاجيلون الحاكمة بالمجر فقد قتل الملك لويس الثاني بلا وريث في سن التاسعة عشر من عمره ليحكم المجر عدد من الملوك المتنافسون خلال فترة الصراع الداخلي الذي تلت الهزيمة بموهاج لم يشارك بمعركة موهاج جون زابوليا الأمير الهنغارى وبالتالي كان الأمير الوحيد الذي بقى لديه جيشا ليدخل بذلك صراع على حكم المجر مع الملك فرديناند الأول، وبعد استيلاء العثمانيون على بودا والتي تحولت لاحقا إلى بودابست تم تقسيم المجر بحيث أصبحت المجر الملكية بالغرب تحت سيطرة عائلة هابسبورغ الحاكمة بالنمسا وأصبحت إمارة ترانسيلفانيا والمملكة المجرية الشرقية دولة تابعة للدولة العثمانية تحت حكم (جون زابوليا) ونجلة في وقت لاحق، لتبدء فترة عرفت باسم حروب القلاع حيث شيد ملوك هابسبورغ من 100 إلى 120 حصن وصفوها بحصون المسيحية ضد التقدم العثماني اهما كان في كرواتيا وبنفيديكا العليا وجيور وسلوفينيا والمجر وكنازسا وامتلك العثمانيون أيضا 100 إلى 130 من الحصون في بودابست وازترغوم وتميسفار.

## مقدمات الحصار
في عام 1600 سقط حصن ناجيكانيزسا في أيدى العثمانيون بقيادة تيرياكى حسن باشا أو الكاتلى حسن باشا (1530-1611) وتولى القائد العثماني السيطرة على الحصن مع سبعة آلاف رجل لتصبح بذلك المدينة عاصمه ايالة كانيزه وهى وحدة إدارية عثمانية وتم ضم العديد من الأراضى المحيطة للإيالة الجديدة وتسببت هذه المقاطعة العثمانية الجديدة بزعرا في البلاط النمساوى وايضا الكرسي الرسولي فأصدر البابا كليمنت الثامن مرسوم بشن الغزو الغربى الثالث للمجر.

## أحداث الحصار
كان التحالف النمساوي مكون من خمسة وثلاثون ألف رجل واربعون مدفع ويضم جنودا من ايطاليا وإسبانيا والمجر وكرواتيا وفرسان مالطا ومرتزق تابعين للولايات البابوية وعلي الجانب العثماني كانوا عبارة عن تسعة آلاف من الجنود الانكشارية و 100 مدفع صغير مع كميات محدودة من المؤن والزخيرة لذلك اصدر القائد العثماني الأوامر لجنوده بان يستخدموا بنادقهم فقط ليصدر قائد التحالف الغربي الاوامر بمهاجمة العثمانين معتقدا بان العثمانين لايملكون الا البنادق وقاد هذا الخطا الكبير جيش التحالف إلى فخ فقد تسبب 100 مدفع عثماني في خسائر فادحة ضاعفت قوات التحالف جهودها ولكنها لم تلقى الا مزيد من الخسائر مع كل هجوم على الجانب الآخر حاول العثمانيون بالتظاهر بان لديهم ما يكفى من الغذاء والسلاح لمقاومة عدوهم كما بعث العثمانيون برسائل تفيد بان الجيوش العثمانية ببلجراد قادمة لرفع الحصار عنهم كل ذلك كحرب نفسية على قوات التحالف الغربي لاجبارة على رفع الحصار ولكن بالمقابل اغضبت هذه الاخبار فرديناند الثاني قائد التحالف وأصدر اوامرة بالمزيد من الهجمات على الحصن العثماني وبعد شهرين من الحصار عاني العثمانيون من نقص حاد في الغذاء والزخيرة وكان من المحتم على القوات المحاصرة العثمانية من فعل شئ ما عسكريا لأنهم كانوا مقبيلين على فصل الشتاء أو ان يموتوا جوعا أو الاستسلام وفي ليلة 18 نوفمبر 1601 باليوم الثالث والسبعون من الحصار شن العثمانيون هجوم مفاجئ على القوات المحاصرة لهم فأعتقد فرديناند الثانى قائد التحالف بان التعزيزات العثمانية قد وصلت فأمر جيشه المنهك بالانسحاب وفك الحصار.